# Jeroboam Glacier
Jeroboam Glacier är en glaciär i Antarktis. Den ligger i Västantarktis. Argentina, Chile och Storbritannien gör anspråk på området. Jeroboam Glacier ligger 747 meter över havet.
Terrängen runt Jeroboam Glacier är lite bergig. Trakten är obefolkad. Det finns inga samhällen i närheten. 